# Grasshopper Club Zürich 2010-2011
Questa voce raccoglie le informazioni riguardanti il Grasshopper Club Zürich nelle competizioni ufficiali della stagione 2010-2011.

## Stagione
Nella stagione 2010-2011 il Grasshoppers, allenato da Ciriaco Sforza, concluse il campionato di Super League al 7º posto. In Coppa Svizzera il Grasshoppers fu eliminato ai quarti di finale dal Sion. In Europa League il Grasshoppers fu eliminato ai playoff dal Steaua Bucarest.

## Rosa
| N. |                                 | Ruolo | Calciatore        |
| -- | ------------------------------- | ----- | ----------------- |
| 1  | Svizzera (bandiera)             | P     | Swen König        |
| 2  | Svizzera (bandiera)             | D     | Kay Voser         |
| 3  | Brasile (bandiera)              | D     | Paulinho          |
| 4  | Spagna (bandiera)               | D     | Guillermo Vallori |
| 5  | Svizzera (bandiera)             | D     | Josip Colina      |
| 6  | Svizzera (bandiera)             | D     | Boris Smiljanić   |
| 7  | Svizzera (bandiera)             | A     | Innocent Emeghara |
| 8  | Albania (bandiera)              | C     | Amir Abrashi      |
| 9  | Svizzera (bandiera)             | C     | Steven Lang       |
| 10 | Svizzera (bandiera)             | C     | Davide Callà      |
| 11 | Francia (bandiera)              | A     | Vincenzo Rennella |
| 13 | Germania (bandiera)             | A     | Alessandro Riedle |
| 14 | Bosnia ed Erzegovina (bandiera) | C     | Izet Hajrović     |
| 15 | Svizzera (bandiera)             | C     | Ricardo Cabanas   |
| 16 | Svezia (bandiera)               | C     | Andrés Vásquez    |
| 17 | Uruguay (bandiera)              | D     | Enzo Ruiz         |

| N. |                                 | Ruolo | Calciatore        |
| -- | ------------------------------- | ----- | ----------------- |
| 19 | Albania (bandiera)              | C     | Vullnet Basha     |
| 19 | Svizzera (bandiera)             | A     | Mirco Graf        |
| 20 | Bosnia ed Erzegovina (bandiera) | D     | Daniel Pavlović   |
| 21 | Serbia (bandiera)               | C     | Milan Gajić       |
| 22 | Svizzera (bandiera)             | D     | Gianluca Hossmann |
| 24 | Serbia (bandiera)               | D     | Dušan Cvetinović  |
| 25 | Svizzera (bandiera)             | C     | Endoğan Adili     |
| 27 | Svizzera (bandiera)             | P     | Roman Bürki       |
| 28 | RD del Congo (bandiera)         | C     | Nzuzi Toko        |
| 29 | Albania (bandiera)              | D     | Denis Simani      |
| 30 | Svizzera (bandiera)             | C     | Remo Freuler      |
| 31 | Svizzera (bandiera)             | C     | Steven Zuber      |
| 33 | Svizzera (bandiera)             | P     | Raphael Spiegel   |
| 34 | Thailandia (bandiera)           | C     | Charyl Chappuis   |
| 34 | Liechtenstein (bandiera)        | A     | Mario Frick       |
| 35 | Serbia (bandiera)               | C     | Vero Salatic      |

## Organigramma societario
Area tecnica
- Allenatore: Ciriaco Sforza
- Allenatore in seconda: Salvatore Romano
- Preparatore dei portieri: Patrick Foletti
- Preparatori atletici: Harun Gülen

## Calciomercato

### Sessione estiva
| Acquisti | Acquisti                   | Acquisti       | Acquisti |
| R.       | Nome                       | da             | Modalità |
| -------- | -------------------------- | -------------- | -------- |
| A        | Alessandro Riedle          | Stoccarda II   |          |
| C        | Amir Abrashi               | Winterthur     |          |
| P        | Ivan Benito                | Aarau          |          |
| D        | Dušan Cvetinović           | Wohlen         |          |
| A        | Innocent Emeghara          | Winterthur     |          |
| C        | Remo Freuler               | Winterthur     |          |
| A        | Mirco Graf                 | Gossau         |          |
| P        | Swen König                 | Lucerna        |          |
| C        | Steven Lang                | Aarau          |          |
| C        | Ermir Lenjani              | Winterthur     |          |
| D        | Daniel Pavlović            | Kaiserslautern |          |
| A        | Silas dos Santos Brindeiro | Trofense       |          |
| D        | Denis Simani               | Gossau         |          |

| Cessioni | Cessioni           | Cessioni   | Cessioni |
| R.       | Nome               | a          | Modalità |
| -------- | ------------------ | ---------- | -------- |
| C        | Vullnet Basha      | Losanna    |          |
| A        | Guilherme Afonso   | Lugano     |          |
| A        | Nassim Ben Khalifa | Wolfsburg  |          |
| D        | Rolf Feltscher     | Parma      |          |
| D        | Zlatko Hebib       | Yverdon    |          |
| C        | Bruce Lalombongo   | Yverdon    |          |
| C        | Senad Lulić        | Young Boys |          |
| A        | Vincenzo Rennella  | Genoa      |          |
| A        | Samel Šabanović    | Aarau      |          |
| C        | Alain Schultz      | Wohlen     |          |
| P        | Yann Sommer        | Basilea    |          |
| A        | Martin Steuble     | Losanna    |          |
| D        | Jeff Strasser      | Fola Esch  |          |
| A        | Gonzalo Zárate     | Salisburgo |          |

### Sessione invernale
| Acquisti | Acquisti       | Acquisti   | Acquisti |
| R.       | Nome           | da         | Modalità |
| -------- | -------------- | ---------- | -------- |
| C        | Vullnet Basha  | Losanna    |          |
| P        | Roman Bürki    | Young Boys |          |
| A        | Mario Frick    | San Gallo  |          |
| C        | Milan Gajić    | Zurigo     |          |
| C        | Andrés Vásquez | Zurigo     |          |

| Cessioni | Cessioni          | Cessioni   | Cessioni |
| R.       | Nome              | a          | Modalità |
| -------- | ----------------- | ---------- | -------- |
| C        | Gianluca D'Angelo | Sciaffusa  |          |
| P        | Ivan Benito       | Young Boys |          |
| C        | Ermir Lenjani     | Winterthur |          |

## Risultati

### Super League

#### Prima fase, girone di andata
| Arbitro: | Wermelinger |

|              |           |            |
| Rennella 76’ | Marcatori | 80’ Kuljić |

| Arbitro: | Grossen |

|                              |           |  |
| Teixeira 21’ Kukuruzović 77’ | Marcatori |  |

| Arbitro: | Gremaud |

|                          |           |                                  |
| Scarione 55’ Glarner 90’ | Marcatori | 35’ (rig.), 90’ (rig.) Smiljanić |

| Arbitro: | Busacca |

|              |           |                           |
| Rennella 78’ | Marcatori | 45’ Bienvenu 50’ Costanzo |

| Arbitro: | Klossner |

|              |           |                     |
| Schenkel 21’ | Marcatori | 3’ Salatic 65’ Toko |

| Arbitro: | Carrell |

|  |           |                                  |
|  | Marcatori | 55’ Ferreira 57’ Yakın 90’ Paiva |

| Arbitro: | Hänni |

|               |           |                         |
| Mihajlović 4’ | Marcatori | 10’ (aut.) Mangiarratti |

| Arbitro: | Bertolini |

|  |           |                                                 |
|  | Marcatori | 21’ Adaílton 23’ (rig.), 69’ Mrđa 90’ Obradović |

| Arbitro: | Kever |

|                          |           |                          |
| Abraham 34’ Streller 44’ | Marcatori | 8’ Paulinho 51’ Emeghara |

#### Prima fase, girone di ritorno
| Arbitro: | Zimmermann |

|            |           |              |
| Geiger 13’ | Marcatori | 59’ Emeghara |

| Arbitro: | Bertolini |

|             |           |                        |
| Freuler 80’ | Marcatori | 40’ Alphonse 61’ Đurić |

| Zurigo 24 ottobre 2010, ore 16:00 CEST 12ª giornata | Grasshoppers | 0 – 0 referto | Thun | Stadio Letzigrund (5 500 spett.)\| Arbitro: \| Jaccottet \| |
| Arbitro:                                            | Jaccottet    |               |      |                                                             |

| Arbitro: | Circhetta |

|              |           |  |
| Bienvenu 58’ | Marcatori |  |

| Arbitro: | Zimmermann |

|                       |           |  |
| Abrashi 13’ Zuber 73’ | Marcatori |  |

| Arbitro: | Busacca |

|                                |           |                        |
| Gygax 40’ Paiva 44’ Kibebe 51’ | Marcatori | 21’ Zuber 42’ Hajrović |

| Arbitro: | Graf |

|                           |           |                                                 |
| Paulinho 72’ Pavlović 83’ | Marcatori | 26’ Ciarrocchi 37’ (aut.) Paulinho 62’ Sermeter |

| Arbitro: | Grossen |

|                  |           |  |
| Sio 75’ Mrđa 90’ | Marcatori |  |

| Arbitro: | Studer |

|                   |           |              |
| Emeghara 12’, 14’ | Marcatori | 80’ Streller |

#### Seconda fase, girone di andata
| Arbitro: | Studer |

|            |           |                                                 |
| Lavrič 13’ | Marcatori | 8’ Frick 16’, 32’ Emeghara 40’ (rig.) Smiljanić |

| Zurigo 13 febbraio 2011, ore 16:00 CET 20ª giornata | Grasshoppers | 0 – 0 referto | Thun | Stadio Letzigrund (4 800 spett.)\| Arbitro: \| Hänni \| |
| Arbitro:                                            | Hänni        |               |      |                                                         |

| Neuchâtel 19 febbraio 2011, ore 17:45 CET 21ª giornata | Neuchâtel Xamax | 0 – 0 referto | Grasshoppers | La Maladière (4 123 spett.)\| Arbitro: \| Zimmermann \| |
| Arbitro:                                               | Zimmermann      |               |              |                                                         |

| Arbitro: | Busacca |

|                          |           |  |
| Mrđa 13’ (rig.) Yoda 66’ | Marcatori |  |

| Arbitro: | Laperrière |

|                                |           |                        |
| Rennella 19’, 43’ Hajrović 76’ | Marcatori | 44’ Bienvenu 66’ Lulić |

| Arbitro: | Gremaud |

|           |           |  |
| Yakın 76’ | Marcatori |  |

| Arbitro: | Bieri |

|          |           |                       |
| Toko 65’ | Marcatori | 43’ Streller 81’ Frei |

| Arbitro: | Zimmermann |

|                        |           |                              |
| Rennella 50’ Callà 52’ | Marcatori | 32’ Thiesson 34’ Lustrinelli |

| Arbitro: | Wermelinger |

|             |           |  |
| Zouaghi 90’ | Marcatori |  |

#### Seconda fase, girone di ritorno
| Arbitro: | Zimmermann |

|                      |           |                       |
| Frei 58’ Abraham 69’ | Marcatori | 9’ Pavlović 13’ Callà |

| Arbitro: | Laperrière |

|          |           |                                    |
| Callà 6’ | Marcatori | 42’ Abegglen 64’ Scarione 78’ Frei |

| Arbitro: | Studer |

|  |           |              |
|  | Marcatori | 20’ Emeghara |

| Arbitro: | Jaccottet |

|                                |           |                  |
| Smiljanić 25’ (rig.) Zuber 38’ | Marcatori | 67’ (aut.) Bürki |

| Arbitro: | Klossner |

|                                  |           |            |
| Hajrović 51’ Zuber 56’ Adili 72’ | Marcatori | 77’ Keller |

| Arbitro: | Jaccottet |

|                        |           |                           |
| Bienvenu 23’ Jemal 60’ | Marcatori | 82’ Rennella 88’ Emeghara |

| Arbitro: | Bieri |

|                                       |           |              |
| Rennella 14’, 54’ Hajrović 30’ (rig.) | Marcatori | 76’ Alphonse |

| Arbitro: | Graf |

|                           |           |  |
| Hajrović 11’ Emeghara 37’ | Marcatori |  |

| Arbitro: | Klossner |

|                    |           |  |
| Feltscher 20’, 63’ | Marcatori |  |

### Coppa Svizzera
| 19 settembre 2010, ore 15:00 CEST Primo turno | Béroche-Gorgier | 0 – 9 | Grasshoppers |  |

| 17 ottobre 2010, ore 15:00 CEST Secondo turno | FC Gumefens/Sorens | 0 – 12 | Grasshoppers |  |

| 21 novembre 2010, ore 15:00 CET Ottavi di finale | Wohlen | 1 – 2 | Grasshoppers |  |

| Arbitro: | Bieri |

|             |           |                        |
| Abrashi 56’ | Marcatori | 19’ Mrđa 88’ Obradović |

### Europa League

#### Fase di qualificazione
| Arbitro: | Eriksson |

|            |           |  |
| Stancu 71’ | Marcatori |  |

| Arbitro: | Mažić |

|                                          |                      |                                  |
| Salatic 76’                              | Marcatori            |                                  |
| Smiljanić Salatic Abrashi Hajrović Adili | Tiri di rigore 3 – 4 | Stancu Surdu Angelov Latovlevici |

## Statistiche

### Statistiche di squadra
| Competizione   | Punti | In casa | In casa | In casa | In casa | In casa | In casa | In trasferta | In trasferta | In trasferta | In trasferta | In trasferta | In trasferta | Totale | Totale | Totale | Totale | Totale | Totale | DR  |
| Competizione   | Punti | G       | V       | N       | P       | Gf      | Gs      | G            | V            | N            | P            | Gf           | Gs           | G      | V      | N      | P      | Gf     | Gs     | DR  |
| -------------- | ----- | ------- | ------- | ------- | ------- | ------- | ------- | ------------ | ------------ | ------------ | ------------ | ------------ | ------------ | ------ | ------ | ------ | ------ | ------ | ------ | --- |
| Super League   | 41    | 18      | 7       | 4       | 7       | 26      | 28      | 18           | 3            | 7            | 8            | 19           | 26           | 36     | 10     | 11     | 15     | 45     | 54     | -9  |
| Coppa Svizzera | -     | 1       | 0       | 0       | 1       | 1       | 2       | 3            | 3            | 0            | 0            | 23           | 1            | 4      | 3      | 0      | 1      | 24     | 3      | +21 |
| Europa League  | -     | 1       | 0       | 1       | 0       | 1       | 0       | 1            | 0            | 0            | 1            | 0            | 1            | 2      | 0      | 1      | 1      | 1      | 1      | 0   |
| Totale         | 41    | 20      | 7       | 5       | 8       | 28      | 30      | 22           | 6            | 7            | 9            | 42           | 28           | 42     | 13     | 12     | 17     | 70     | 58     | +12 |

### Andamento in campionato
| Giornata  | 1 | 2 | 3 | 4 | 5 | 6 | 7 | 8 | 9 | 10 | 11 | 12 | 13 | 14 | 15 | 16 | 17 | 18 | 19 | 20 | 21 | 22 | 23 | 24 | 25 | 26 | 27 | 28 | 29 | 30 | 31 | 32 | 33 | 34 | 35 | 36 |
| --------- | - | - | - | - | - | - | - | - | - | -- | -- | -- | -- | -- | -- | -- | -- | -- | -- | -- | -- | -- | -- | -- | -- | -- | -- | -- | -- | -- | -- | -- | -- | -- | -- | -- |
| Luogo     | C | T | T | C | T | C | T | C | T | T  | C  | C  | T  | C  | T  | C  | T  | C  | T  | C  | T  | T  | C  | T  | C  | C  | T  | T  | C  | T  | C  | C  | T  | C  | C  | T  |
| Risultato | N | P | N | P | V | P | N | P | N | N  | P  | N  | P  | V  | P  | P  | P  | V  | V  | N  | N  | P  | V  | P  | P  | N  | P  | N  | P  | V  | V  | V  | N  | V  | V  | P  |
| Posizione | 4 | 9 | 9 | 9 | 8 | 8 | 8 | 9 | 9 | 9  | 10 | 10 | 10 | 10 | 10 | 10 | 10 | 10 | 9  | 8  | 9  | 9  | 8  | 8  | 8  | 8  | 8  | 9  | 10 | 7  | 7  | 7  | 7  | 7  | 7  | 7  |

Legenda:

Luogo: C = Casa; T = Trasferta. Risultato: V = Vittoria; N = Pareggio; P = Sconfitta.

### Statistiche dei giocatori
| Giocatore     | Super League | Super League | Super League | Super League | Coppa Svizzera | Coppa Svizzera | Coppa Svizzera | Coppa Svizzera | Europa League | Europa League | Europa League | Europa League | Totale   | Totale | Totale      | Totale     |
| Giocatore     | Presenze     | Reti         | Ammonizioni  | Espulsioni   | Presenze       | Reti           | Ammonizioni    | Espulsioni     | Presenze      | Reti          | Ammonizioni   | Espulsioni    | Presenze | Reti   | Ammonizioni | Espulsioni |
| ------------- | ------------ | ------------ | ------------ | ------------ | -------------- | -------------- | -------------- | -------------- | ------------- | ------------- | ------------- | ------------- | -------- | ------ | ----------- | ---------- |
| A. Abrashi    | 27           | 1            | 4            | 1            | 1              | 1              | 1              | 0              | 2             | 0             | 0             | 0             | 30       | 2      | 5           | 1          |
| E. Adili      | 15           | 1            | 1            | 0            | 0              | 0              | 0              | 0              | 2             | 0             | 0             | 0             | 17       | 1      | 1           | 0          |
| V. Basha      | 6            | 0            | 3            | 0            | 1              | 0              | 0              | 0              | 0             | 0             | 0             | 0             | 7        | 0      | 3           | 0          |
| I. Benito     | 11           | 0            | 0            | 0            | 0              | 0              | 0              | 0              | 1             | 0             | 0             | 0             | 12       | 0      | 0           | 0          |
| R. Bürki      | 11           | 0            | 1            | 0            | 0              | 0              | 0              | 0              | 0             | 0             | 0             | 0             | 11       | 0      | 1           | 0          |
| R. Cabanas    | 4            | 0            | 1            | 0            | 0              | 0              | 0              | 0              | 2             | 0             | 0             | 0             | 6        | 0      | 1           | 0          |
| D. Callà      | 10           | 3            | 0            | 1            | 0              | 0              | 0              | 0              | 0             | 0             | 0             | 0             | 10       | 3      | 0           | 1          |
| C. Chappuis   | 0            | 0            | 0            | 0            | 0              | 0              | 0              | 0              | 0             | 0             | 0             | 0             | 0        | 0      | 0           | 0          |
| J. Colina     | 26           | 0            | 3            | 0            | 1              | 0              | 0              | 0              | 1             | 0             | 0             | 0             | 28       | 0      | 3           | 0          |
| D. Cvetinović | 7            | 0            | 0            | 0            | 0              | 0              | 0              | 0              | 0             | 0             | 0             | 0             | 7        | 0      | 0           | 0          |
| G. D'Angelo   | 0            | 0            | 0            | 0            | 0              | 0              | 0              | 0              | 0             | 0             | 0             | 0             | 0        | 0      | 0           | 0          |
| I. Emeghara   | 33           | 9            | 9            | 0            | 1              | 0              | 0              | 0              | 2             | 0             | 1             | 0             | 36       | 9      | 10          | 0          |
| R. Freuler    | 5            | 1            | 0            | 0            | 0              | 0              | 0              | 0              | 0             | 0             | 0             | 0             | 5        | 1      | 0           | 0          |
| M. Frick      | 8            | 1            | 0            | 0            | 1              | 0              | 0              | 0              | 0             | 0             | 0             | 0             | 9        | 1      | 0           | 0          |
| M. Gajić      | 7            | 0            | 0            | 0            | 1              | 0              | 0              | 0              | 0             | 0             | 0             | 0             | 8        | 0      | 0           | 0          |
| M. Graf       | 7            | 0            | 1            | 0            | 0              | 0              | 0              | 0              | 0             | 0             | 0             | 0             | 7        | 0      | 1           | 0          |
| I. Hajrović   | 21           | 5            | 3            | 0            | 1              | 0              | 0              | 0              | 1             | 0             | 0             | 0             | 23       | 5      | 3           | 0          |
| G. Hossmann   | 1            | 0            | 0            | 0            | 0              | 0              | 0              | 0              | 0             | 0             | 0             | 0             | 1        | 0      | 0           | 0          |
| S. König      | 15           | 0            | 0            | 0            | 1              | 0              | 0              | 0              | 1             | 0             | 0             | 0             | 17       | 0      | 0           | 0          |
| S. Lang       | 22           | 0            | 4            | 0            | 1              | 0              | 0              | 0              | 2             | 0             | 0             | 0             | 25       | 0      | 4           | 0          |
| E. Lenjani    | 6            | 0            | 0            | 0            | 0              | 0              | 0              | 0              | 0             | 0             | 0             | 0             | 6        | 0      | 0           | 0          |
| P. Paulinho   | 32           | 2            | 7            | 0            | 1              | 0              | 0              | 0              | 2             | 0             | 1             | 0             | 35       | 2      | 8           | 0          |
| D. Pavlović   | 27           | 2            | 2            | 1            | 1              | 0              | 0              | 0              | 0             | 0             | 0             | 0             | 28       | 2      | 2           | 1          |
| V. Rennella   | 20           | 8            | 3            | 0            | 1              | 0              | 0              | 0              | 1             | 0             | 0             | 0             | 22       | 8      | 3           | 0          |
| A. Riedle     | 8            | 0            | 1            | 0            | 0              | 0              | 0              | 0              | 0             | 0             | 0             | 0             | 8        | 0      | 1           | 0          |
| E. Ruiz       | 6            | 0            | 0            | 0            | 0              | 0              | 0              | 0              | 0             | 0             | 0             | 0             | 6        | 0      | 0           | 0          |
| V. Salatic    | 31           | 1            | 6            | 0            | 0              | 0              | 0              | 0              | 2             | 1             | 1             | 0             | 33       | 2      | 7           | 0          |
| S. Silas      | 3            | 0            | 0            | 0            | 0              | 0              | 0              | 0              | 0             | 0             | 0             | 0             | 3        | 0      | 0           | 0          |
| D. Simani     | 0            | 0            | 0            | 0            | 0              | 0              | 0              | 0              | 0             | 0             | 0             | 0             | 0        | 0      | 0           | 0          |
| B. Smiljanić  | 19           | 4            | 3            | 0            | 0              | 0              | 0              | 0              | 2             | 0             | 0             | 0             | 21       | 4      | 3           | 0          |
| R. Spiegel    | 0            | 0            | 0            | 0            | 0              | 0              | 0              | 0              | 0             | 0             | 0             | 0             | 0        | 0      | 0           | 0          |
| N. Toko       | 29           | 2            | 7            | 0            | 1              | 0              | 0              | 0              | 1             | 0             | 0             | 0             | 31       | 2      | 7           | 0          |
| G. Vallori    | 35           | 0            | 3            | 0            | 1              | 0              | 0              | 0              | 2             | 0             | 0             | 0             | 38       | 0      | 3           | 0          |
| K. Voser      | 13           | 0            | 2            | 0            | 0              | 0              | 0              | 0              | 2             | 0             | 0             | 0             | 15       | 0      | 2           | 0          |
| A. Vásquez    | 1            | 0            | 0            | 0            | 0              | 0              | 0              | 0              | 0             | 0             | 0             | 0             | 1        | 0      | 0           | 0          |
| S. Zuber      | 34           | 4            | 3            | 0            | 0              | 0              | 0              | 0              | 2             | 0             | 0             | 0             | 36       | 4      | 3           | 0          |